# VD (pjäs)
VD (— en romantisk komedi) är en svensk teaterpjäs av Stig Larsson, med urpremiär i författarens regi på Dramatens Lilla scen i Stockholm den 18 september 1987.

## Om pjäsen
Pjäsen är utformad som en absurd samhällskritisk studie om maktrelationer och sexualitet och handlar om den unge arbetaren Hans och hans sambo Anna, vilka sent en kväll på veckoslutet plötsligt får oväntat besök av Sven, den verkställande direktören för det stora företag där Hans arbetar. De två har knappt ens träffats förut, men VD:n kände "behov att prata med någon" och valde Hans. 
Efter ett inledande spänt och krystat samtal utvecklas en allt märkligare relation mellan de tre, där Sven börjar känna en erotisk lockelse av Anna och erbjuder sig att betala för att få lov att bli mer närgången med henne, vilket inte är utan en viss attraktion för den smickrade Anna, medan det för Hans blir en alltmer påfrestande situation. Han hindras dock av sin arbetsroll till Hans och tvingas motvilligt alltmer acceptera Svens framfart och vandaliserande vredesutbrott, vilket han också betalar kontant för. Så dyker Hans utslagne och knarkande bror Tage upp med sin flickvän Lena och relationssituationen blir alltmer komplicerad, då de respektlösa missbrukarna ifrågasätter det egendomliga spel som pågår med Sven och Anna i sovrummet och Hans dystert väntande i vardagsrummet. Efter påfrestande konfrontationer borstar Sven av sig, tackar för sällskapet och går, och livet går vidare i väntan på en ny arbetsvecka.

### Produktioner
Pjäsen väckte i uruppsättningen en hel del uppståndelse och viss skandal med upprörd publik, som kände sig lurade och kränkta, då Dramaten-miljön och titeln väckte en del missförstånd om vad pjäsen skulle tänkas handla om, men Ernst-Hugo Järegård i titelrollen tog inte alltför illa vid sig av kritiken, och uppsättningen gick för fullsatta hus i 83 föreställningar. Sedan har pjäsen spelats på ett antal teatrar genom åren. 
1988 överfördes Dramaten-uppsättningen till Sveriges Television. 2014 sattes en bearbetad version av pjäsen upp på Stockholms stadsteater med Helena Bergström, som tidigare spelat den unga flickvännen, i huvudrollen. I den nya uppsättningen försöker VD:n förföra en kvinnlig anställds pojkvän.

## Rollista

### Dramaten/SVT 1987
- Sven, VD – Ernst-Hugo Järegård
- Hans, ung arbetare – Johan Lindell
- Anna, Hans flickvän – Helena Bergström
- Tage, Hans bror – Johan Rabaeus / även Björn Granath
- Lena, Tages flickvän – Kicki Bramberg

- Regi: Stig Larsson
- Scenbild: Göran Wassberg

### Stockholms stadsteater 2014
- Monica, VD – Helena Bergström
- Anna – Cecilia Forss
- Simon – Anastasios Soulis
- Henrik – Patrik Hont
- Lina – Josefin Ljungman

- Bearbetning och regi: Edward af Sillén